# Dynamite Headdy
Dynamite Headdy (ダイナマイトヘッディー Dainamaito Heddī) é um jogo eletrônico de plataforma desenvolvido pela Treasure e publicado pela Sega, tendo sido lançado originalmente para Mega Drive, Game Gear e Master System em 1994. O personagem principal, Headdy, pode lançar sua cabeça em inimigos para derrotá-los e usá-la para puxar-se para várias áreas e mover objetos. O jogo teve uma recepção positiva tanto para os seus gráficos como por sua jogabilidade, e foi chamado de um dos melhores jogos de ação e plataforma para Mega Drive. Dynamite Headdy foi relançado para PlayStation 2, Wii, Xbox 360, PlayStation 3 e Microsoft Windows.